# Куябано
Луїс Едуардо Суарес да Сілва (порт. Luis Eduardo Soares da Silva), відоміший за прізвиськом Куябано (порт. Cuiabano, нар. 16 лютого 2003, Куяба) — бразильський футболіст, захисник клубу «Ботафогу». Виступав також за клуб «Греміо». Чемпіон Бразилії. Володар Кубка Лібертадорес.

## Ігрова кар'єра
Куябано народився 2003 року в місті Куяба, та є вихованцем футбольної школи клубу «Греміо». У 2023 році футболіст розпочав виступи в основній команді клубу, в якій грав до 2024 року, взявши участь у 13 матчах чемпіонату.
З 2024 року Куябано грає у складі клубу «Ботафогу». У складі команди футболіст у 2024 році став чемпіоном Бразилії та володарем Кубка Лібертадорес.

## Титули і досягнення
- Чемпіон Бразилії (1):

«Ботафогу Сан-Паулу»: 2024
- Володар Кубка Лібертадорес (1):

«Ботафогу Сан-Паулу»: 2024